# Josef Stingl
Josef Stingl (* 19. März 1919 in Maria Kulm, Tschechoslowakei; † 19. März 2004 in Leutesdorf) war langjähriger Präsident der Bundesanstalt für Arbeit, sowie Politiker der CDU und der CSU.

## Leben und Beruf
Stingl wurde als Sohn eines Bäckermeisters im Egerland geboren.
Er besuchte das Gymnasium in Eger, wo er 1938 das Abitur bestand. Im Zweiten Weltkrieg diente er als Offizier bei der Luftwaffe. Nach der Vertreibung aus dem Sudetenland kam er 1945 nach Berlin. Bis 1952 schlug er sich mit verschiedenen Arbeiten als Bauarbeiter und Angestellter in Berlin durch, womit er auch sein Studium der Politikwissenschaften an der Deutschen Hochschule für Politik von 1949 bis 1951 finanzierte.
Danach war er von 1952 bis 1968 Angestellter bei der IHK in Berlin. Vom 2. Mai 1968 bis zum 30. März 1984 war er Präsident der Bundesanstalt für Arbeit. In seiner Amtszeit wurde die Zentrale der BA in Nürnberg gebaut und die vielen kleinen Dienststellen zusammengefasst. Aufgrund seiner langen Amtszeit fand der Name auch Eingang in die Umgangssprache. „Ich arbeite bei Firma Stingl“ war gleichbedeutend mit „Ich bin arbeitslos“. Er handelte sich als Verkünder der monatlichen Arbeitslosenstatistiken den Spitznamen „Bundesunke“ ein. Von 1983 bis 1990 war Stingl Honorarprofessor in Bamberg.
Nach seinem Ruhestand engagierte Josef Stingl sich für die Kirche sowie für die Rechte von Heimatvertriebenen. Er war Ehrenvorsitzender der sudetendeutschen Ackermann-Gemeinde und setzte sich als selbst Heimatvertriebener für den Dialog und die Versöhnung zwischen Sudetendeutschen und Tschechen ein. Weiterhin war er Ehrenmitglied der katholischen Studentenverbindungen KDStV Nordgau (Prag) Stuttgart und KDStV Ferdinandea (Prag) Heidelberg im CV und Mitglied im ND Christsein. Heute (Bund Neudeutschland). Er verstarb an seinem 85. Geburtstag im rheinischen Leutesdorf, wohin er nach dem Tode seiner ersten Frau und der Heirat mit seiner zweiten Frau im hohen Alter gezogen war.

## Partei
Stingl trat kurz nach dem Zweiten Weltkrieg der CDU bei. Seit 1951 war er stellvertretender Kreisvorsitzender der CDU in Reinickendorf, ab 1956 stellvertretender Landesvorsitzender der CDU in Berlin. Von 1964 bis 1968 war er Landesvorsitzender der CDU Oder-Neiße. Auch gehörte er von 1964 bis 1973 dem Bundesvorstand an. 1974 wechselte er wegen seines Wohnsitzes Taufkirchen (bei München) in die CSU. Er machte sich einen Namen als Sozialpolitiker und sah sich als Anwalt der Arbeitslosen.

## Abgeordneter
Stingl saß von 1953 bis zum 15. Juni 1968 für die CDU im Bundestag. Dabei war er maßgeblich an Rentenreform und Arbeitsförderungsgesetz beteiligt. Vom 12. Februar 1963 an gehörte er bis zu seinem Ausscheiden aus dem Parlament als Vorsitzender des Fraktionsarbeitskreises für Soziales und Gesellschaftspolitik dem Fraktionsvorstand der CDU/CSU-Bundestagsfraktion an. Von 1965 an war er außerdem Vorsitzender des Bundestagsausschusses für Gesellschaftspolitik.

## Ehrungen
- 1942: Ehrenpokal für besondere Leistung im Luftkrieg
- 1943: Deutsches Kreuz in Gold als Oberleutnant
- 1971: Bayerischer Verdienstorden
- 1972: Großoffizier des Verdienstorden Italiens
- 1974: Komtur mit Stern des päpstlichen Gregoriusordens
- 1976: Ehrensenator der Universität Mannheim
- 1978: Ehrenplakette des Bundes der Vertriebenen
- 1979: Ehrendoktorwürde der Hochschule für Verwaltungswissenschaften Speyer
- 1982: Bayerische Staatsmedaille für soziale Verdienste
- 1984: Heinrich-Brauns-Preis
- 1984: Großes Bundesverdienstkreuz (1974) mit Stern (1979) und Schulterband (1984)
- 1984: Großkreuz des päpstlichen Gregoriusordens
- 1984: Europäischer Karlspreis der Sudetendeutschen Landsmannschaft